# Brita Brilioth
Brita Brilioth, född Söderblom den 31 december 1896 i Paris, död 16 januari 1989, var en svensk filantrop. 
Hon var maka till ärkebiskop Yngve Brilioth och dotter till ärkebiskop Nathan Söderblom och Anna Söderblom.

## Biografi
Brita Brilioth föddes i Paris som dotter till den svenska församlingens pastor, Nathan Söderblom, och hans maka Anna Söderblom. Hon var näst äldst av tolv barn. Rollen som äldre syster skulle prägla hennes liv. Nordiska kulturpersonligheter och konstnärer ännu i början av sina banor fanns i familjens umgänge. Carl och Karin Larsson hörde hit, liksom ”Farbror Anders” Zorn och skulptören Christian Eriksson.
Efter sju år i Paris blev Nathan Söderblom professor i Uppsala och tillika kyrkoherde i Helga Trefaldighets församling med tillhörande prästgård, lilla Staby i Uppsalas norra utkant. Mer fransk- än svenskspråkiga, togs Brita Brilioth och hennes syskon från Paris till en stuga på svensk landsbygd.
Lundellska skolan, ”Skrapan”, låg en halvtimmes gångväg in till stan. En bänkkamrat till Brita Brilioth var Bror Hjort. Fadern höll måndagssoaréer i Staby för studenter. Där bjöds högläsning av aktuell diktning samt sång och musik, ibland med framstående artister, som Wilhelm Stenhammar och Emil Sjögren. Detta gav henne en solid kulturell grund.
Nästa uppbrott förde den stora familjen till universitets- och kulturstaden Leipzig, där Nathan Söderblom blivit gästprofessor. Stadens rika musikliv kring Thomaskirche och konserthuset Gewandhaus gjorde djupt intryck på den tonåriga Brita Brilioth. Ett av de sista tåg som i augusti 1914 kunde passera genom krigsutbrottets Tyskland förde familjen åter till Sverige och Uppsala, där fadern utnämnts till ärkebiskop.
Brita Brilioth hade velat utbilda sig till ett yrke. Läkare förespeglade henne. Nathan Söderblom, som var förespråkare för kvinnlig rösträtt, ville dock inte höra på det örat. Att bröderna skulle studera var självklart, och senare fick även yngre systern Yvonne avlägga akademisk examen.
Brita Brilioth studerade teckning och mönsterritning på Tekniska skolan i Uppsala. Hon fick även viss sjukvårdsutbildning och praktiserade 1916 på lasarettet i Uppsala. När den katastrofala influensaepidemin Spanska sjukan drabbade Sverige 1918, var hon frivilligt sjuksköterskebiträde. Att inte få studera var en stor besvikelse för Brita Brilioth, och där låg nog grunden för hennes välgörenhetskarriär och hennes livslånga strävan att prästfruns roll skulle erkännas som ett yrke.

### Giftermål och familjeliv
Kring Nathan Söderblom flockades unga teologer. En av dem, Yngve Brilioth, prästson från Tjust i norra Småland, blev ärkebiskopens sekreterare. Yngve Brilioth och Brita Brilioth började ta långa promenader ihop. År 1919 stod bröllopet, och tillsammans fick de sex barn.
Efter en kort tid i Oxford och i tillfälliga hem i Uppsala, landade den unga familjen i Åbo, Finland, där Yngve Brilioth 1925 blivit professor vid Åbo Akademi. Barnen upptog Brita Brilioths uppmärksamhet, men det gavs också tid till livligt umgänge med makens fakultetskollegor och deras familjer. Hon ordnade läsecirklar, där man högläste Ibsens och Strindbergs dramer. Musikaftnar var vanliga och ibland gavs anledning att klä ut sig. Efter tre år i Åbo, blev Yngve Brilioth 1928 professor och domprost i Lund.
Familjelivet fick en ny vändning. Hemmet var inte längre en hyrd lägenhet utan en nybyggd tjänstebostad i det ståtliga Domkapitelhuset. Livlig representation hörde nu till Brita Brilioths vardag och hon började få en offentlig roll utanför hemmet. I Lund såg hon skriande fattigdom och började ta initiativ till insamlingar och välgörenhet. Hennes egen ”karriär” hade inletts.
I maj 1931 döptes familjens femte barn av Nathan Söderblom, som dog helt kort därefter. Brilioth tog det mycket hårt. Fadern hade stått henne mycket nära.
År 1938 gick flytten till Östrabo, Esaias Tegnérs stora biskopsgård i Växjö. En omfattande officiell gästfrihet tog nu vid med mottagningar, middagar och andra evenemang, som biskopen förväntades bekosta själv. Representationsanslag fanns inte. Det föll på Brita Brilioth, som arbetsledare för kokerskor, hembiträden och tillfällig personal, att se till att det hela gick ihop. Samtidigt förblev hon självklar medelpunkt i den egna släkten, särskilt vid de stora helgernas livliga traditioner med rötter i såväl Åmål som Paris och Leipzig.

### Välgörenhet
Hon fick en framskjuten offentlig roll i både staden och stiftet. Hon verkade målmedvetet för kvinnors inflytande i kyrkan, och då Växjö stifts kvinnoråd bildades 1946, blev hon dess första ordförande i nära samarbete med prostinnan Runa Ohlander från Ljuder som driftig sekreterare och verkställande ledamot.
Brita Brilioth blev alltmer involverad i organiserad välgörenhet, inte minst mottagande av flyktingar efter krigsslutet. Styrelse- och kommittésammanträden hölls ofta på Residenset med landshövdingskan Ingrid Bergquist i spetsen.
År 1950 utnämnde regeringen Yngve Brilioth till ärkebiskop. Familjen flyttade då till Uppsala och Ärkebiskopsgården – där mycket av Brita Brilioths uppväxt hade utspelats. Det innebar som tidigare att balansera en stor representation med små resurser, planera ett stort hushåll och vara arbetsledare för tjänstefolk. Hembiträdet Maj-Lis Cederlöf blev i många år Britas trogna klippa i kök och hushållning, senare även som vaktmästarhustru i den västra flygeln.
Arbetet i Röda Korset var stommen i Brilioths egen verksamhet, från styrelse och kommittéer till basarer, tombola och försäljningar i Ärkebiskopsgården. Hon ledde styrelser och kommittéer. Brilioth var ordförande i Röda Korsets Uppsalakrets i nästan trettio år, 1952–1981. I tolv år, 1962–1974, satt hon även i Röda Korsets överstyrelse.
Röda Korsets besökstjänst för att bryta ofrivillig ensamhet och isolering var ett av Brilioths initiativ. En annan hjärtefråga var återförening av familjer som splittrats som flyktingar undan krig och konflikter. Inom Ärkestiftets kvinnoråd tog hon initiativ till den Kvinnliga Studentrådgivaren för kvinnliga studenter med problem. En årligen återkommande uppgift var insamling och utdelande av Julfemman, en insamling till hjälp åt nödlidande. Hon ingick i styrelsen för Sankta Katharinastiftelsen, som under Margit Sahlins ledning var samarbetsorgan för kvinnoråden i alla Svenska Kyrkans stift. Brilioth verkade sedan länge för kvinnors ökade inflytande i kyrkan, men hon tyckte att kvinnliga präster vore ”onödiga”.
I Uppsala stad och på uppländska slott och herresäten hade Brita Brilioth ett stort och livligt umgänge. I Stockholm hade hon, i samklang med sin egen konstnärliga läggning, en trogen bekantskapskrets bland konstnärer, musiker, sångare och skådespelare. Hon utvecklade även ett fruktbart kontaktnät inom finans och näringsliv, där hon fann donatorer till behjärtansvärda projekt. Riktigt nära vänner hade dock Brilioth bara inom den egna familjen – inte minst bland bröderna, vilkas storasyster hon förblev hela livet.
Yngve Brilioth pensionerades 1958 och dog 1959. Brita Brilioth fick lämna Ärkebiskopsgården för en stor lägenhet i centrala Uppsala med passande utsikt över Domkyrkan, Slottet och Carolina Rediviva. Hon behöll dock en del av "ärkebiskopinnerollen" ännu en tid, då makens efterträdare ärkebiskop Gunnar Hultgren var änkling. När hennes officiella roll till sist föll bort, fann hon det inte alldeles lätt att acceptera.
Brita Brilioth intensifierade sitt ideella arbete, nu även inom De Handikappades Riksförbund (nuvarande DHR – Delaktighet, Handlingskraft, Rörelsefrihet), där hon verkade som Uppsalaavdelningens ordförande i elva år och sedermera ledamot av riksstyrelsen. Hon arbetade med Folke Bernadottehemmet i Valsätra (nuvarande Folke Bernadotte regionhabilitering), ett initiativ av Röda Korset för rehabilitering av barn med funktionsnedsättningar. Hon var även aktiv inom Inomeuropeisk Mission, IM (nuvarande Individuell Människohjälp).
Ännu i hög ålder, ledde Brita Brilioth gruppresor till Paris och Salzburg för personer med funktionsnedsättningar. Hon var flitig föredragshållare i kyrkor och församlingshem. Två återkommande teman var ”Nathan Söderblom och musiken”, ibland med musikillustrationer av sonen Helge, och ”Elsa Brändström – Sibiriens ängel”.
Brita Brilioth blev 96 år. Hon är gravsatt på Uppsala gamla kyrkogård.